# Gregoire Lake Provincial Park
Gregoire Lake Provincial Park är en park i Kanada.   Den ligger i provinsen Alberta, i den centrala delen av landet, 2 700 km väster om huvudstaden Ottawa. Gregoire Lake Provincial Park ligger 489 meter över havet. Den ligger vid sjön Willow Lake.
Terrängen runt Gregoire Lake Provincial Park är platt, och sluttar norrut. Runt Gregoire Lake Provincial Park är det mycket glesbefolkat, med 2 invånare per kvadratkilometer.. 